# Frauentor (Danzig)

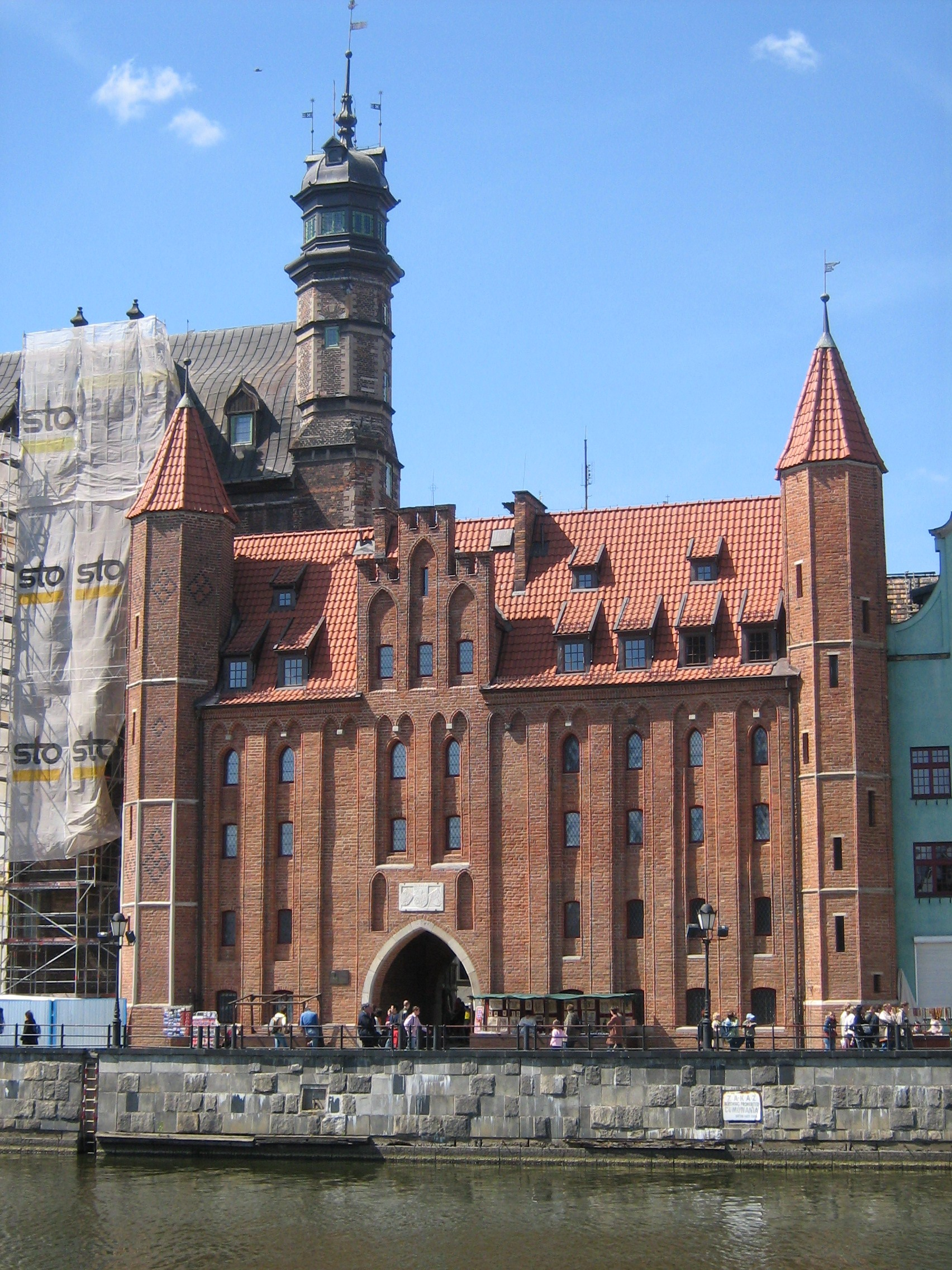
Frauentor, von der Mottlau aus gesehen

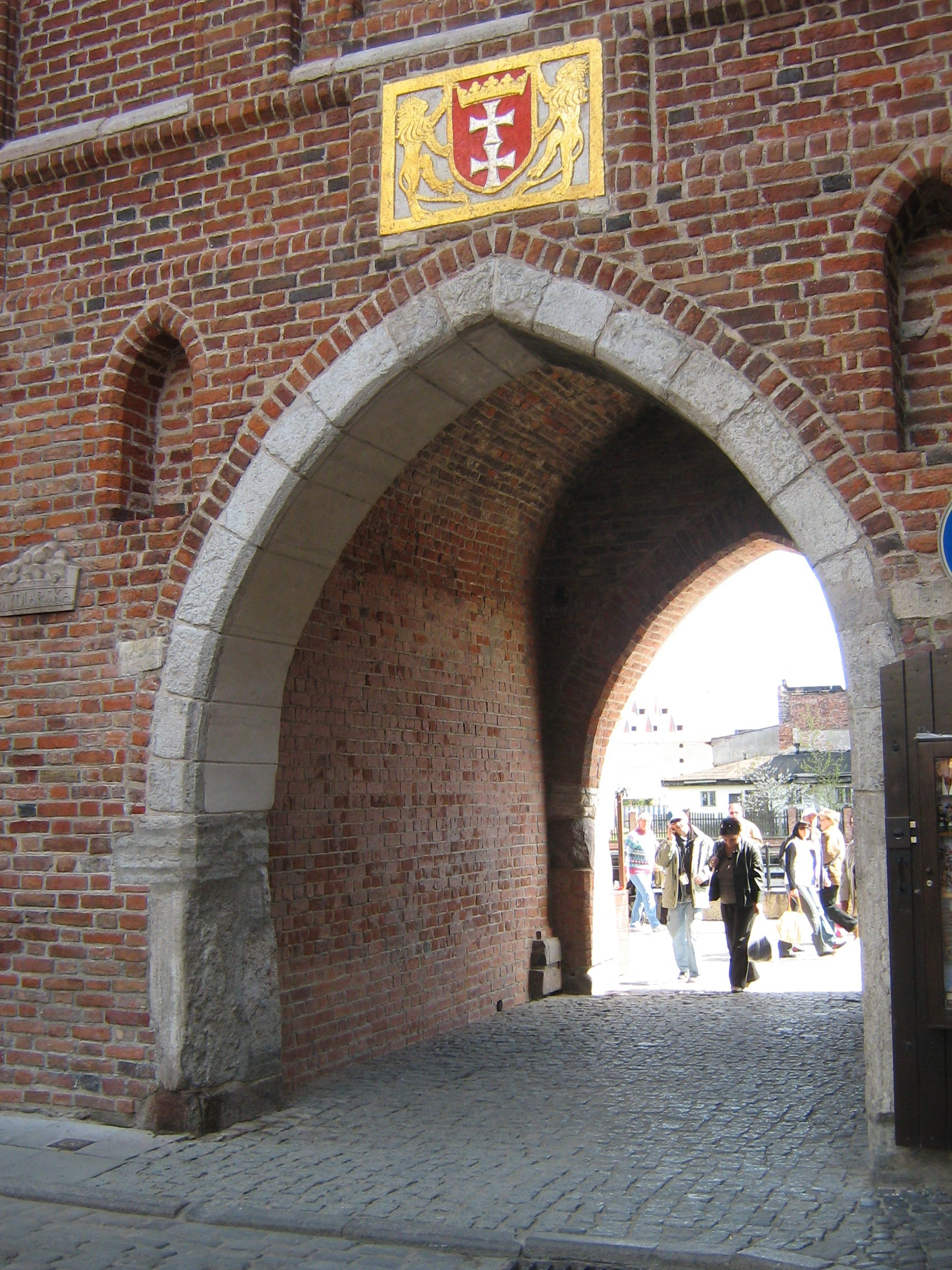
Frauentor, von der Frauengasse aus gesehen

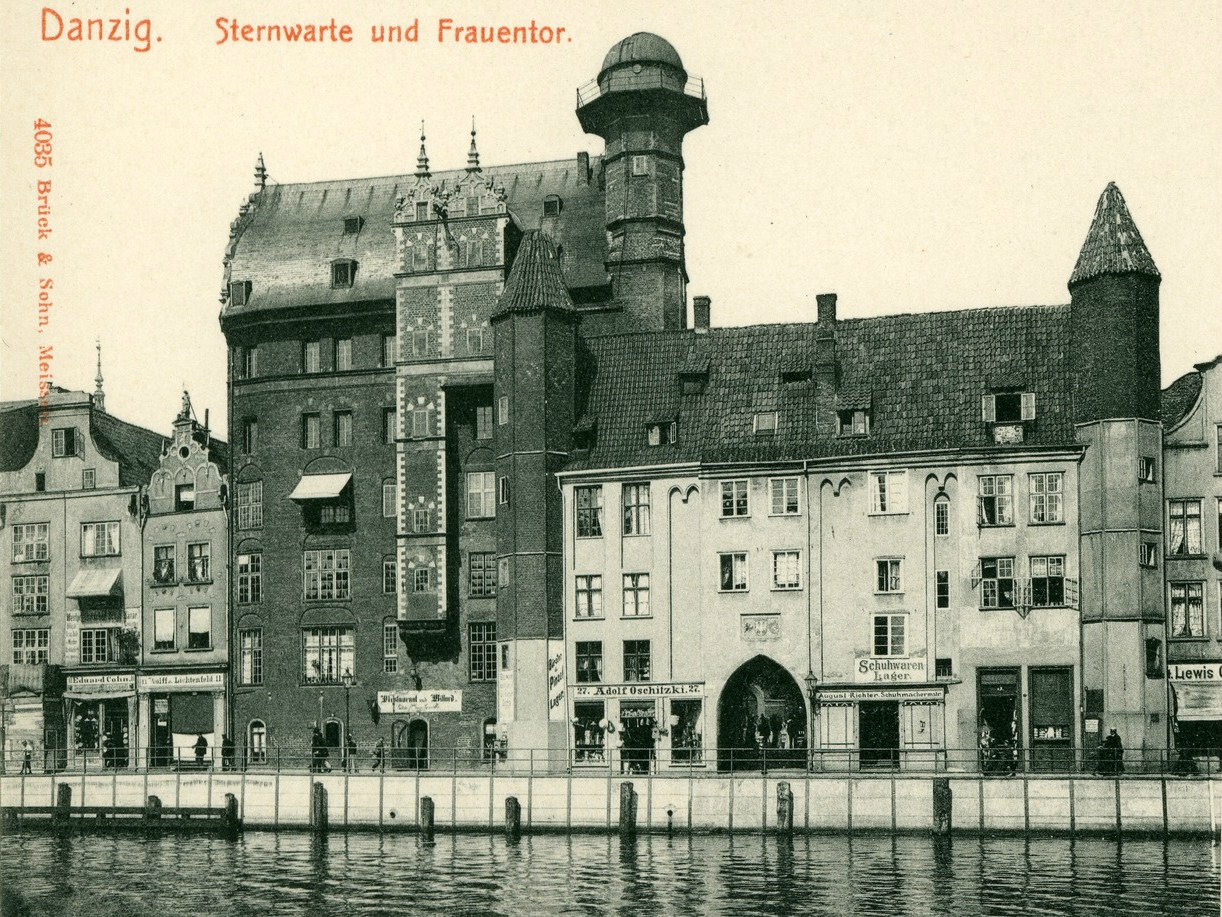
Frauentor (1903)

Das Frauentor (poln. Brama Mariacka) ist eines der Wassertore der Rechtstadt in Danzig. Es steht an der Motława (Mottlau) auf der Uferstraße Lange Brücke neben dem Haus der Naturforschenden Gesellschaft am Ende der Frauengasse.

## Geschichte und Architektur
Die Frauengasse (poln. ul. Mariacka) gehört zu den schönsten Straßen der Stadt. Sie beginnt an der Marienkirche. Mit ihren schmalen und reich geschmückten Bürgerhäusern und den Beischlägen (vor der eigentlichen Haustür gelegene erhöhte Terrassen, die über häufig dekorativ verzierte Treppen zu erreichen sind) ist sie ein Beispiel für die einstige Danziger Straßenbebauung.
Der Stil des Tores ist spätgotisch. Erbaut wurde es vermutlich im letzten Viertel des 15. Jahrhunderts – zum ersten Mal erwähnt wird es im Jahre 1484 – mit dem Grundriss eines Rechtecks und als Abschluss der Straße. Vom Brotbänkentor unterscheidet es sich durch die starke Asymmetrie und die massiven achteckigen Türme an der Ostfassade.
Am Tor sieht man Wappen: in Richtung Mottlau das Wappen von Polen-Litauen, flankiert von den Wappen Danzigs und Königlich-Preußens, in Richtung Frauengasse zeigt das Wappen Danzigs, gehalten von zwei Löwen. Die Fassade ist mit Blenden (teilweise doppelt) verziert, die von oben mit einem doppelten Spitzbogen abgeschlossen sind. Das Satteldach hat den Dachfirst parallel zur Mottlau.
Nach der starken Zerstörung im Jahre 1945 wurde es in den Jahren 1958 bis 1961 wiederaufgebaut, um das Archäologische Museum zu beherbergen. Beim Wiederaufbau verband man die Räume im Tor mit dem benachbarten Haus der Naturforschenden Gesellschaft.
Im Jahre 1998 wurde auf der Mottlau-Seite eine Gedenktafel angebracht, die an Alexander von Humboldt und seine Verbindung zu Danzig, nämlich die Ehrenmitgliedschaft in der Danziger Naturforschergesellschaft, erinnert.